# إيثار الحق قاسمي
إيثار الحق قاسمي ( - 1991) هو عالم دين إسلامي باكستاني وواعظ وعضو منظمة جيش الصحابة الباكستاني. وكان عضوًا في المجلس الوطني الباكستاني بين عامي 1990 و1993 عن دائرة جهنك.
تم انتخابه لعضوية المجلس الوطني الباكستاني كمرشح حزب الاتحاد الإسلامي الجمهوري في الانتخابات العامة الباكستانية عام 1990. حيث حصل على 62486 صوت وهزم نواب أمان الله خان سيال مرشح حزب الشعب الباكستاني. قُتل في عام 1991 أثناء الحملة السياسية للانتخابات الفرعية في جهنك.